# KSU Gazal-1
 (novembre 2015).
 (novembre 2017).
Si vous disposez d'ouvrages ou d'articles de référence ou si vous connaissez des sites web de qualité traitant du thème abordé ici, merci de compléter l'article en donnant les références utiles à sa vérifiabilité et en les liant à la section « Notes et références ».
Le KSU Gazal-1 (en arabe « gazelles ») est un véhicule utilitaire développé par des étudiants de l'Université du Roi-Saoud et techniciens de Magna Steyr. La production a été lancée le 14 juin 2010 par le roi Abdallah ben Abdelaziz Al Saoud. À cette occasion, le véhicule était présent lors du Salon international de l'automobile de Genève quelques jours plus tard.
Les gestionnaires du projet sont le Dr Abdul Rahman Alahmari et le Dr Saed Darweesh. Dr. Khalid Alsaleh qui se sont inscrits brevets pour le véhicule mentionné dans une interview télévisée que les essais d'environnement spécifiques telles que la tolérance collision chameaux ont été menées[Quoi ?].
Le Gazal KSU-1 est basé le modèle Mercedes-Benz Classe G 500 AMG et a été conçu par Studiotorino (en). La production est estimée à environ 20 000 unités par an[réf. nécessaire]. La plupart des pièces d'automobile sont produites par Magna Steyr en Autriche. Le montage du véhicule se fait à l'usine d'assemblage de MAN Truck & Bus à Djeddah.